# Buick Serie D-Four
La Serie D-Four è un'autovettura compact prodotta dalla Buick nel 1916. Nel 1917 al modello subentrerò la Serie E-Four. Nel 1922, dopo tre anni in cui non vennero prodotti modelli di questa serie, alla E-Four successe la Serie 22-Four. Nel 1923 fu invece lanciata sui mercati la Serie 23-Four, mentre nel 1924 quest'ultima fu sostituita dalla Serie 24-Four. Tutte queste vetture erano legate tra loro ed erano dotate di un motore a quattro cilindri. Omologa a questa serie fu la D-Six, che era invece contraddistinta da un propulsore a sei cilindri.  

## Storia

### Serie D-Four ed E-Four (1917-1918)
La D-Four era equipaggiata da un motore a quattro cilindri da 2.786 cm³ di cilindrata che erogava 35 CV di potenza. Le vetture erano disponibili in versione roadster (la D-34) e torpedo (D-35), che erano contraddistinte dal medesimo passo. Il loro aspetto era simile a quello di due modelli più grandi, la D-54 e la D-55. L'anno successivo il modello fu sostituito dalla E-Four, che era caratterizzata da una carrozzeria berlina.
In totale furono assemblati 56.740 esemplari, di cui 49.538 furono torpedo. Quest'ultima versione fu quindi di gran lunga la più comune. Nel 1919 la produzione si interruppe. 

### Serie 22-Four, 23-Four e 24-Four (1922–1924)
Nel 1922, dopo una pausa produttiva durata tre anni, fu introdotta la Serie 22-Four. I corpi vettura erano ora più arrotondati e bassi. Oltre alla torpedo, alla roadster e alla berlina, nella gamma era compresa anche la versione coupé (la 22-36). Il motore dei quattro modelli era il medesimo di quello delle serie precedenti.
Nel 1923 le vetture precedenti furono sostituite dalla Serie 23-Four. Nell'occasione la linea venne leggermente rivista.
I dati produttivi assommarono a 33.481 esemplari nel 1922, a 66.604 nel 1923 e a 38.195 nel 1924.